# Hilara fossalis
Hilara fossalis är en tvåvingeart som beskrevs av Miller 1923. Hilara fossalis ingår i släktet Hilara och familjen dansflugor. Inga underarter finns listade i Catalogue of Life.